# Wenzel Anton
Wenzel Anton, Príncep de Kaunitz-Rietberg (en txec: Václav Antonín z Kounic a Rietbergu), alemany: Wenzel Anton Fürst von Kaunitz-Rietberg) (1711 –1794) va ser un diplomàtic i un home d'Estat del Sacre Imperi Romanogermànic. El 1764 va ser fet príncep com a Reichfürst von Kaunitz-Rietberg i el 1776 príncep del Regne de Bohèmia.
La família Kaunitz era una antiga família de nobles de Bohèmia que descendien del Ducat de Troppau, del castell Slavkov (Austerlitz) de Moràvia. Estudià dret i diplomàcia a Viena, Leipzig i Leyden.
L'any 1735, va ser nomenat conseller àulic de l'Imperi (alemany: Reichshofrath). El març de 1741, va ser enviat en missió diplomàtica a Florència, Roma, i Torí, i l'agost de 1742 va ser nomenat ambaixador d'Àustria a Torí. Kaunitz va ser de fet cap de governs d'Àustria.
El 1748, va ser el representant del Sagrat Imperi Germànic al Congrés d'Aquisgrà que va cloure la Guerra de Successió Austríaca. A contracor va acabar signant el resultant Tractat d'Aquisgrà pel qual Àustria perdia Silèsia. Glatzf Kaunitz també va ser ministre d'afers estrangers (1753-1793) i canceller d'estat. Kaunitz va patrocinar les arts i l'educació.